# Axel Everaert
Axel Everaert (* 22. Dezember 1965 in Roeselare) ist ein belgischer Opernsänger (Tenor) und Gesangspädagoge.

## Leben
Everaerts musikalische Ausbildung begann an der Staatsoper in Brüssel. Er studierte an der Universität von Löwen mit den Schwerpunkten Gesang und Kammermusik und schloss im Jahr 1987 mit einem Bachelor in Musikwissenschaft ab.
Von 1987 bis 1990 vertiefte er seine Gesangsstudien in Rom bei Gianella Borelli und Loredana Franceschini-Shenker. Seine weitere Ausbildung übernahmen Ré Koster und Ileana Cotrubas von 1990 bis 1995 und außerdem Irwin Gage in Zürich.
Axel Everaert trat in zahlreichen Konzerten in Europa und Kanada in Erscheinung; viele dieser Konzerte wurden live durch verschiedene nationale Rundfunkanstalten aufgezeichnet. Seine rege Konzerttätigkeit führte ihn als Solist zu bedeutenden Orchestern wie den Stuttgarter Philharmonikern, dem SWR Sinfonieorchester Baden-Baden und Freiburg, dem Hamburger Barockorchester, dem Orchestre Philharmonique de Strasbourg, dem belgischen Nationalorchester, dem Collegium Instrumentale Brughense und Musica Antiqua Köln. Als Gastsänger wurde er u. a. an die Oper Köln, das Theater Aachen, das Theater Koblenz, die Opernhäuser von Athen, Lille, Besançon, Avignon und die Brüsseler Staatsoper La Monnaie ebenso wie zu wichtigen Musikfestivals wie dem Festival de Wallonie, dem Festival van Vlaanderen, dem Würzburger Mozartfest, dem Den Bosch Boulevard, den Händel-Festspielen und dem Festival de Musique de Strasbourg eingeladen.
Sein Repertoire umfasst die großen Oratorien Johann Sebastian Bachs und Georg Friedrich Händels, Opernpartien von Wolfgang Amadeus Mozart, Gioacchino Rossini und Gaetano Donizetti, sowie belgische, deutsche, französische und italienische Kunstlieder. Sein besonderes Interesse gilt dem italienischen Belcanto-Repertoire.
Axel Everaert unterrichtet an der Maastrichter Musikhochschule und ist Gesangslehrer an der lettischen Nationaloper in Riga.

## Auszeichnungen
- 1987: Goldmedaille des Staates Belgien für Gesang und Kammermusik
- 1989: Erster Preis beim Wettbewerb Giovanni Battista Pergolesi in Rom
- 1992: Dritter Preis beim Internationalen Wettbewerb für Koloraturgesang in Stuttgart
- 1994: Finalist der International Gayarre Competition in Pamplona

## Diskografie
- Axel Everaert, Pascale del Marmol, Klavier, Lieder von Ottorino Respighi (PAVANE)
- Axel Everaert, Pascale del Marmol, Klavier, Lieder von Franz Liszt, Gioacchino Rossini, Gabriel Fauré und Felix Mendelssohn Bartholdy (EBS)

Axel Everaert tritt außerdem mit einem Duett mit der koreanischen Sopranistin Sumi Jo auf deren letzter CD hervor (WARNER).